# Nero
Nero Claudius Caesar Augustus Germanicus (15 tháng 12 năm 37 – 9 tháng 6 năm 68), tên khai sinh là Lucius Domitius Ahenobarbus, còn được gọi là Nero Claudius Caesar Germanicus, là vị Hoàng đế thứ 5 và cũng là cuối cùng của triều đại Julius-Claudius, trị vì từ năm 54 tới 68. Nero được chú ông, hoàng đế Claudius nhận làm con nuôi và được thừa kế ngai vàng. Ông lên ngôi với hiệu Nero Claudius Caesar, ngày 13 tháng 10 năm 54, sau khi Claudius qua đời.
Nero tập trung phần lớn vào tình hình ngoại giao, thương mại và phát triển văn hóa cho đế quốc La Mã. Ông cho xây dựng nhiều nhà hát và khuyến khích phát triển thể thao. Trong khi trị vì, vị tướng của ông Corbulo đã đánh thắng và sau đó là đàm phán thành công hòa ước với Đế quốc Parthia. Một vị tướng khác của ông Suetonius Paulinus đã dập tắt cuộc nổi dậy của thổ dân tại Anh do nữ hoàng Boudica lãnh đạo. Nero còn sáp nhập vương quốc Bosporan vào đế quốc và khai mào cho trận chiến Roman với Do Thái đầu tiên.
Vào năm 64 AD, phần lớn Rome bị phá hủy trong cuộc Đại hỏa hoạn thành Roma. Nhiều người dân tin rằng Nero là người gây ra trận hỏa hoạn đó với mục đích tạo ra chỗ trống để xây cung điện hoành tráng Domus Aurea. Vào năm 68, với cuộc nổi loạn của Vindex ở Gaul và sự tự xưng vương của Galba tại Hispania đã lật đổ đế chế Nero. Khi được tin giả là Nero bị coi như là kẻ thù của nhân dân và sẽ bị xử tử, Nero tự tử vào ngày 9 tháng 6 năm 68 (vị hoàng đế La Mã đầu tiên làm điều này). Cái chết của Nero đã chấm dứt triều đại Julio-Claudian và gây nên nội chiến trong một thời gian ngắn, giai đoạn đó gọi là Năm tứ đế. Triều đại của Nero thường bị người ta liên tưởng đến sự bạo chúa và xa xỉ. Ông bị cho là đã ra lệnh xử tử nhiều người, trong đó có cả mẹ ruột của mình và hạ độc người anh họ mình, Britannicus.
Ông là một người tai tiếng, bị người đời nói rằng là một hoàng đế "nghịch phá trong khi thành Rome bốc cháy". Dựa theo Tacitus, ông đổ tội cho người Ki-tô giáo gây ra trận hỏa hoạn và thiêu sống họ dường như không phải vì công lý mà là chỉ đơn giản là thú vui. Các sử gia Tacitus, Suetonius và Cassius Dio đều viết tiêu cực về Nero, nhưng một số ít nguồn tư liệu khác miêu tả Nero một cách tốt hơn. Những nguồn đó cho biết ông là một hoàng đế được lòng dân chúng La Mã, đặc biệt với dân cư vùng phía Đông của đế chế. Các nhà sử học thời hiện đại đã đặt nghi vấn về độ đáng tin cậy của các nguồn cổ đại về sự bạo chúa của Nero.

## Thời niên thiếu

### Gia đình
Domitius Lucius Ahenobarbus, Nero tương lai, được sinh vào ngày 15 tháng 12 năm 37 AD tại Antium (thành phố thời nay là Anzio và Nettuno), gần kinh thành Rôma. Ông là con trai duy nhất của Gnaeus Domitius Ahenobarbus (chấp chính quan năm 32) và Julia Agrippina, em gái của hoàng đế Caligula. Bố của Nero, Gnaeus, là con trai của Domitius Lucius Ahenobarbus (chấp chính quan 16 BC) và Antonia Major. Do đó Gnaeus là cháu nội của Gnaeus Domitius Ahenobarbus (chấp chính quan 32 BC) và Aemilia Lepida và cháu ngoại của Mark Antony và Octavia Minor.
Nero là cháu của Caesar Augustus. Bố của ông là pháp quan và là quan thần dưới hoàng đế Caligula khi Caligula du hành tới phía Đông. Nhà sử học viết lại về bố Nero là một kẻ giết người và ngoại tình, đã bị hoàng đế Tiberius xử án với tội phản quốc, ngoại tình và loạn luân. Sau đó vì Tiberius chết nên bố của Nero đã thoát chết. Sau này, ông đã chết vì bệnh phù vào năm 39 khi Nero mới hai tuổi.
Mẹ của Nero là Agrippina trẻ, cháu cố của Caesar Augustus và Scribonia qua người con gái của họ Julia già và chồng cô Marcus Vipsanius Agrippa. Bố của Agrippina, Germanicus, là cháu nội của Livia, vợ của Augustus và là cháu ngoại của Mark Antony và Octavia. Mẹ của Germanicus, Antonia Minor, là con gái của Octavia Minor và Mark Antony. Octavia là chị ruột của Augustus. Germanicus còn là con nuôi của hoàng đế Tiberius. Agrippina đầu độc người chống thứ hai của cô, do đó nhiều là sử học cổ đại đã nghi là cô đã giết nguồi chồng thứ ba của cô luôn, hoàng đế Claudius.

### Thể hình
Trong quyển sách "Đời sống của mười hai Caesar" viết bởi nhà sử học La Mã Suetonius miêu tả về Nero là "có chiều cao trung bình, thân thể ông có nhiều vết đốm và mùi cơ thể, tóc màu vàng hoe nhạt, điểm đặc trưng là thân hình bình thường không có ngoại hình lực lưỡng, mắt của ông màu xanh nước biển và một chút nhợn nhạt, cổ ông rất dày, bụng ông thì lồi lên và chân thì ốm yếu."

### Vươn tới quyền lực
Nero không được mong đợi để trở thành hoàng đế vì người cậu, Caligula, đã bắt đầu triều đại ở tuổi 25 vì thế ông có đủ thời gian để sinh con để có người truyền ngôi. Mẹ của Nero, Agrippina, đã làm mất lòng Caligula và bị lưu đày vào năm 39 sau cái chết của chồng bà. Caligula lấy hết tài sản kế thừa của Nero và gửi ông cho cô ruột Domitia Lepida; bà là mẹ của Valeria Messalina, vợ thứ ba của Claudius.:11 Caligula, vợ ông Caesonia và đứa trẻ sơ sinh Julia Drusilla bị sát hại ngày 24 tháng 1 năm 41. Những sự kiện này đã giúp Claudius, cậu của Caligula, trở thành hoàng đế. Sau đó, Claudius cho phép Agrippina trở về từ cảnh lưu đày.

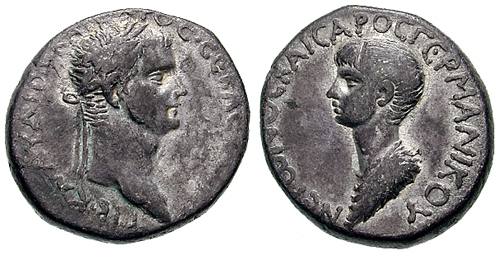
Đồng tiên dưới thời Claudius để tôn vinh Nero trẻ tuổi sẽ trở thành hoàng đế trong tương lai, c. 50

Claudius đã cưới hai người trước khi cưới Valeria Messalina. Hai cô vợ đầu đã sinh cho ông ba đứa con bao gồm một đứa con trai, Drusus, bị chết ở tuổi vị thành niên. Ông có hai đứa con với Messalina - Claudia Octavia (sinh 40) và Britannicus (sinh 41). Messalina bị xử tử bởi Claudius vào năm 48. Trong năm 49, Claudius cưới lần thứ tư, Agrippina, mẹ của Nero. Để tăng quyền lực chính trí, Claudis chính thức nhận Nero làm con nuôi vào năm 50 và đổi tên thành Nero Claudius Caesar Drusus (xem Nhận con nuôi dưới thời La Mã). Nero lớn tuổi hơn đứa em trai cùng mẹ khác cha, Britannicus, và trở thành người thừa kế hoàng vị. Nero đã được tuyên bố là người lớn vào năm 51 ở tuổi 14. Ông được giao cho chức Thống Đốc, hội thảo với Thượng nghị viện La Mã, xuất hiện trước mặt quần chúng với Claudius và được vinh dự xuất hiện trên các đồng tiền. Trong năm 53, ông cưới đứa em gái cùng cha khác me, Claudia Octavia.

## Trị vì

### Buổi đầu trị vì

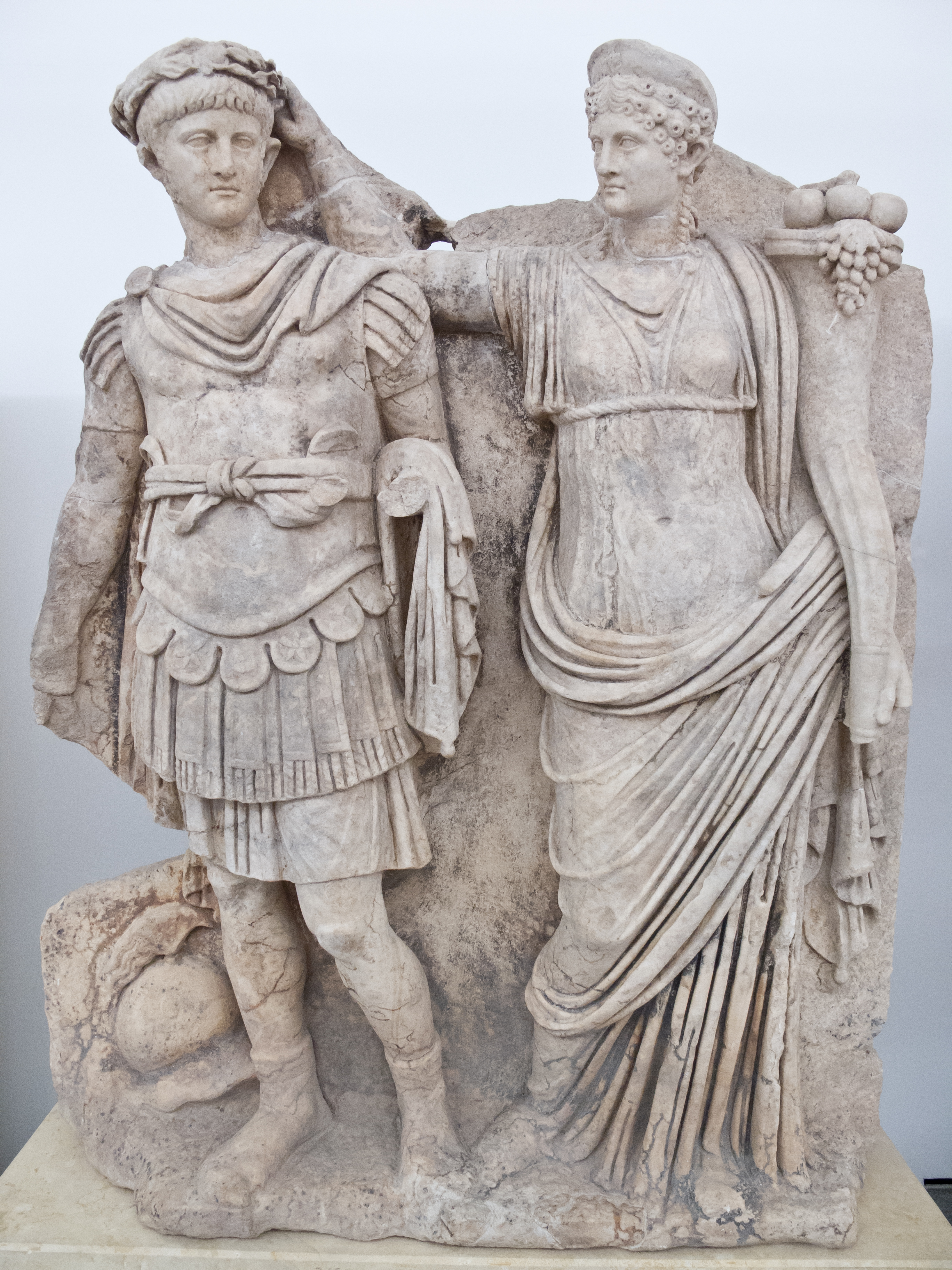
Nero và Agrippina. Agrippina đội vương niệm cho Nero con trai bà bằng vòng hoa nguyệt huế. Bà cầm theo cái cornucopia, vật tượng trưng cho sự vinh hoa phú quý, và ông mang áo giáp và áo choáng của một người chỉ huy La Mã với cái mũ sắt ở dưới chân ông. Cảnh này là lúc Nero đăng quang làm hoàng đế vào năm 54 AD trước khi Nero ra tay giết Agrippina vào năm 59.

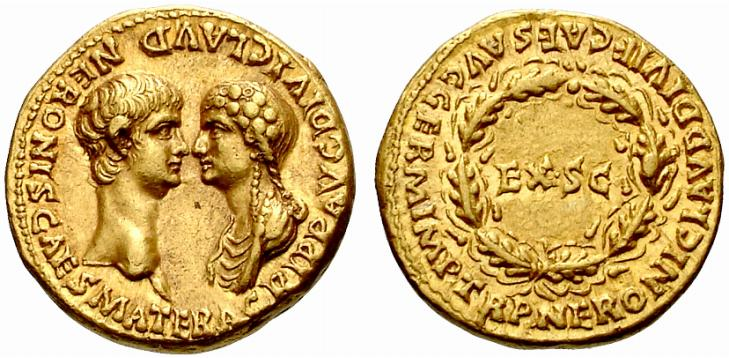
Đồng Aureus có khắc hình Nero cùng với mẹ ông, Agrippina, c. 54.

Claudius chết năm 54 AD, và Nero đã được truyền ngôi trở thành vị hoàng đế. Tuy vẫn còn tranh cãi, nhiều nhà sử học cổ cho rằng Julia Agrippina đã đầu độc Claudius. Theo Pliny già, Agrippina đầu độc Claudius bằng nấm. Còn việc Nero có dính vô cái chết của Claudius không thì không ai biết chắc.
Suetonius viết "... Cho dù nếu như Nero không phải là chủ mưu trong cái chết của Claudius thì ông cũng biết đến âm mưu giết chết Claudius, ông tự nhận điều đó; ông còn gọi nấm, là thức đã giết chết Claudius, là 'đồ ăn của các vị thần', lấy từ một tục ngữ Hy Lạp. Dù sao đi nữa, sau khi Claudius chết, ông đã sỉ nhục Claudius bằng lời nói và hành động, nói rằng Claudius là điên rồ và độc ác; câu nói đùa ưu thích nhất của ông là Claudius đã dừng 'chơi trò thằng ngốc' trong đám người trần, nhấn mạnh âm đầu của chữ morari, và ông đã coi thường nhiều hình luật ban hành của Claudius và coi những luật đó là của một người điên khùng và già lẩm cẩm. Cuối cùng, ông cũng không thèm xây chỗ hỏa táng đàng hoàng cho Claudius ngoại trừ một cái tường thấp và xấu xí."
Nero trở thành hoàng đế ở tuổi 17 khi tin Claudius được công bố. Ông là hoàng đế trẻ nhất tính đến lúc đó. Nhiều nhà sử học cổ đã miêu tả buổi đầu trị vì của Nero bị ảnh hưởng rất lớn từ mẹ ông, Agrippina, và thầy dạy kèm Lucius Annaeus Seneca và thái thú Lucius Annaeus Seneca, đặc biệt vào nằm đầu tiên trị vì của ông. Những thầy dạy kèm khác thường không được nhắc đến, như Alexander của Aegae. Nero chưa trị vì được bao lâu thì đã có sự tranh trành quyền lực giữa Agrippina và hai người người cố vấn chính của Nero, Seneca và Burrus. Vào năm 54, Agrippina định ngồi kế bên Nero khi ông đang gặp sứ thần Armenia, nhưng Seneca đã ngăn cẳn bà để tránh sự tai tiếng (tại vì thời đó đàn bà không được xen vô chuyện triều chính). Bạn thân của Nero cũng không tin tưởng Agrippina và nói với ông nên đề phòng cảnh giác bà.
Nero dường như không hài lòng trong cuộc hôn nhân với Octavia và dẫn tới chuyện ngoài tình với Claudia Acte, một cựu nô lệ. Vào năm 55, Agrippina cố gắng chặn cuộc ngoài tình đó để giúp Octavia và đòi Nero phải từ bỏ Acte. Nero, cùng với sự hậu thuẫn của Seneca, đã bất tuân lệnh bà trong chuyện cá nhân ông. Với sự ảnh hưởng của Agrippina trên con bà dần bị mất, đã khiến bà muốn đưa Britannicus, anh em cùng cha khác mẹ của Nero, lên thành hoàng đế. Gần 14 tuổi, Britannicus là người thừa kế ngai vàng trước khi Claudius nhận Nero làm con nuôi. Tuy theo luật pháp thì Britannicus vẫn chưa đến tuổi trưởng thành, nhưng cái tuổi đó cũng gần tới. Theo như Tacitus, Agrippina hy vọng là với sự giúp đỡ của bà, Britannicus, sẽ trở thành vị hoàng đế thay vì Nero bởi lẽ ông là con ruột của Claudius. Tuy nhiên, Britannicus đã ra đi một cách đột ngột và khả nghi vào ngày 12 tháng 2 năm 55, là ngày trước khi ông tuyên bố trở thành người lớn.
Nero xác nhận là Britannicus chết vì bị bệnh động kinh, nhưng các nha sử học cổ đều nhất trí cái chết của Britannicus là do bị Nero đầu độc. Ông đã nhờ Locusta, một người đàn bàn chuyên chế tạo thuốc độc. Bà đã chế ra một loại thuốc dùng để giết Britannicus, nhưng sau khi thử nghiệm không thành công trên một nô lệ; Nero đã tức giận đe dọa sẽ xử tự bà nếu như bà không thể tạo ra một thuốc độc hiệu quả. Sau đó, Locusta đã tạo ra một loại thuốc mà bà hứa là sẽ "giết còn nhanh hơn cả con rắn hổ mang." Lời hứa của bà ta đã được thực hành sau khi Britannicus uống thuốc đó vào một buổi tiệc tối, thuốc độc được cho vào nước dùng để làm mát rượu uống của Britannicus. Ông đã quỵ người chỉ trong vòng vài phút. Sau cái chết của Britannicus, Agrippina đã bị vu khống tội phỉ báng Octavia, và Nero đã trục xuất bà ra khỏi cung điện hoàng gia.

### Giết mẹ và củng cố quyền lực

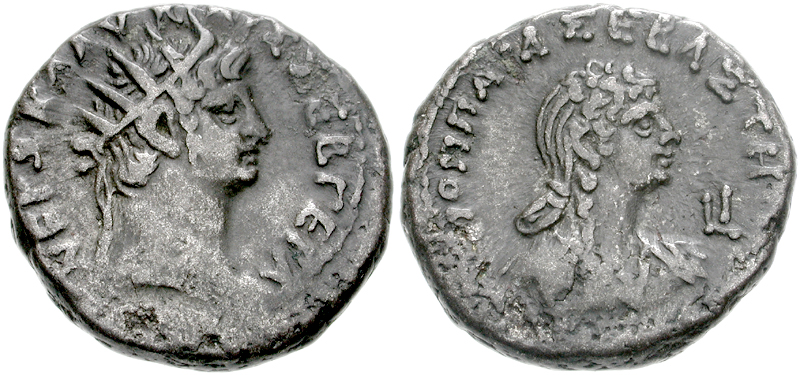
Đồng tiền khắc Nero và Poppaea Sabina

Qua thời gian, Nero dần dần lấy được nhiều quyền lực, thoát ra khỏi ảnh hưởng của những người cố vấn và diệt trừ hết những kẻ thù tranh giành ngai vàng. Vào năm 55, ông phế chức vụ tài chính của Pallas, bạn đồng minh của Agrippina. Pallas, cùng với Burrus, bị kết án âm mưu chống lại hoàng đế để đưa Faustus Sulla lên ngai vàng. Lucius Annaeus Seneca bị kết án vì tội ngoại tình với Agrippina và tham ô. Seneca đã thành công trong việc giúp chính ông, Pallas và Burrus được tha tội. Theo như Cassius Dio, trong thời gian này, sức ảnh hưởng của Seneca và Burrus giảm từ quản lý nhiều việc chi tiết xuống tới chừng mực.
Năm 58, Nero bắt đầu mới quan hệ tình cảm với Poppaea Sabina, vợ của Otho và Otho là hoàng đế tương lai. Theo như sử sách thì đám cưới với Poppaea và việc ly dị với Octavia đã không khả thi vì tình hình chính trị khi mẹ ông còn sống, Nero đã ra lệnh giết mẹ ông vào năm 59. Nhiều các nhà sử học hiện đại không nghĩ đó là lý do Nero giết mẹ mình vì ông không cưới Poppaea cho tới khi năm 62. Thêm vào đó, dựa theo Suetonius, Poppaea không ly dị chồng mình cho tới khi sau khi cái chết của Agrippina, khiến việc Nero giết mẹ mình để cưới Poppaea là không hợp lý. Một số các nhà sử học hiện đại đã tạo ra giả thuyết rằng cái chết của Agrippina là do bà ấy âm mưu cho Rubellius Plautus lên ngai vàng. Dựa theo Suetonius, Nero đã thử giết mẹ mình trước đó qua việc dàn dựng vụ đắm tàu nhưng bị thất bại, thay vào đó bạn của bà chết, Acerronia Polla. Khi Agrippina sống sót qua cuộc ám sát, ông ra lệnh giết bà và tuyên bố bà chết vì tự sát để che mắt thiên hạ. Sự việc này còn được ghi nhận bởi Tacitus.

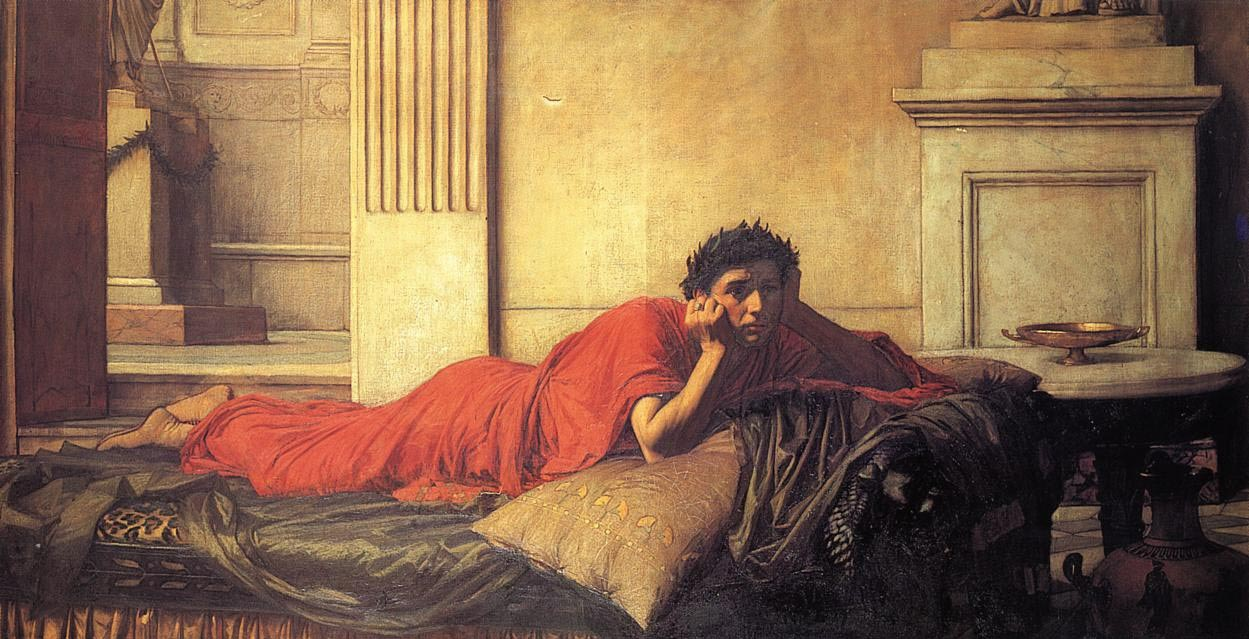
Nero hối hận sau khi giết mẹ mình, vẽ bởi John William Waterhouse, 1878.

Vào năm 62, cố vấn của Nero, Burrus, qua đời. Ngoài ra, Seneca lại bị kết án vì tội tham ô. Seneca xin Nero cho phép về hưu để thoát khỏi chuyện triều chính. Nero ly dị và lưu đày Octavia với lý do vô sinh để ông có thể cưới Poppaea, đang mang thai. Sau khi bị công chúng biểu tình, Nero bị buộc phải cho phép Octavia trở về từ cảnh lưu đày, nhưng cô bị kết án tử hình chẳng bao lâu khi trở về. Theo sử sách thì Nero đá Poppaea cho tới chết vào năm 65 trước khi cô ta có thể sinh đứa con thứ hai. Tuy nhiên, các nhà sử học hiện đại nghi ngờ các ghi chép của Suetonius, Tacitus và Cassius Dio có thành kiến với Nero vì họ hầu như không thể có nhân chứng từ những việc riêng tư như vậy. Những nhà sử học hiện đại phỏng đoán rằng Poppaea chết khi sinh con.
Cáo trạng mưu phản nhằm chống lại Nero và thượng nghị viện xuất hiện lần đầu vào năm 62. Thượng nghị viện ra nghị quyết rằng Antistius, một pháp quan, sẽ bị xử tử khi dám bôi nhọ Nero ở một bữa tiệc. Sau đó, Nero ra lệnh lưu đày Fabricius Veiento, người phỉ báng thượng nghị viện trong một quyển sách. Tacitus viết mầm móng âm mưu tạo phản dẫn đầu bởi Gaius Calpurnius Piso bắt đầu năm này. Để củng cố quyền lực, Nero kết án một số người vào những năm 62 và 63 bao gồm những kẻ thù của ông là Pallas, Rubellius Plautus, và Faustus Sulla. Dựa theo Suetonius, Nero "đã biểu hiện sự giết người không suy nghĩ và không thương sót những ai ông muốn giết" trong thời kì này. Sự củng cố quyền lực của Nero cũng bao gồm sự nổi dậy từ từ của thượng nghị viện chống lại ông. Trong năm 54, Nero hứa sẽ cho các thượng nghị sĩ quyền lực tương đương thời La Mã Cộng hòa. Vào năm 65, thượng nghĩ sị khiển trách rằng họ không có quyền lực như đã hứa và đều này đã dẫn tới Âm mưu Piso.

### Các mối quan hệ
Khi vợ ông, Poppaea Sabina qua đời vào năm 65, Nero đã rất đau lòng. Thân thể cô đã không để cho hỏa thiêu; nó được phủ gia vị lên, ướp xác, và đem vào chôn tại lăng của Augustus. Cô được quốc tang. Nero khen ngợi cô qua bài tán dương tại lễ đám tang và trao cho cô danh dự thiêng liêng. Sử sách có viết là Nero đã "đốt hết mười năm" dung lượng nhan sản xuất bởi người Ả-rập.
Đầu năm 66, ông cưới Statilia Messalina. Cô đã có chồng khi cô trở thành tình nhân của Nero vào năm 65. Vì vậy nên để Nero có thể cưới Statilia, chồng cô bị dồn vào đường tự sát. Cô là một trong số ít tình nhân của Nero sống sót sau khi triều đại ông sụp đổ. Vào năm 67, Nero ra lệnh thiến một chàng trai tự do trẻ tuổi, Sporus, và cưới cậu ta. Dựa theo Dion Cassius, Sporus có hình dáng giống Sabina rất mức đáng kinh ngạc, và Nero còn gọi cậu bằng tên vợ cũ của mình.

### Chính sách cai trị

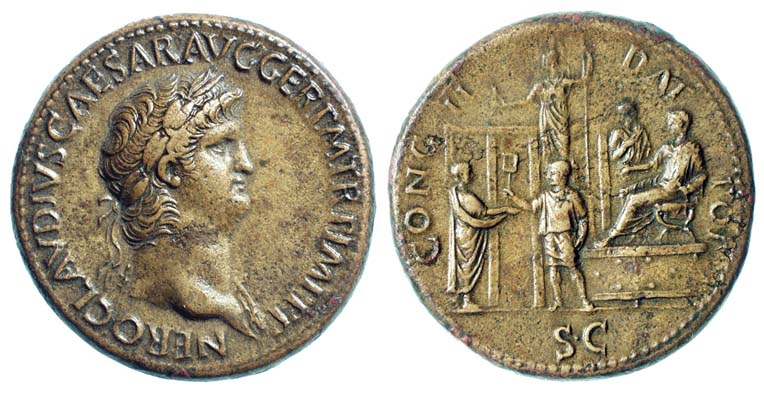
Đồng tiền miêu tả lòng nhân đạo của Nero đối với người dân. Sau công nguyên. 64-66

Trong thời gian trị vì của ông, Nero thường có những chính sách làm hài lòng những tầng lớp hạ lưu. Nero bị đánh giá là người bị ám ảnh bởi danh vọng. Nero bắt đầu cai trị vào năm 54 khi hứa với những thượng nghị sĩ quyền tự trị nhiều hơn. Trong năm đầu tiên, ông cấm tất cả mọi người không được nhắc tới những sắc lệnh đã ban, điều mà được thượng nghị sĩ đồng tình và ca ngợi ông. Trong thời gian này, Nero đã đi đến những quán rượu và tửu lầu thường xuyên. Vào năm 55, Nero bắt đầu chú ý đến vấn đề cai trị nhiều hơn. Ông là quan chấp chính tối cao thời La Mã bốn lần vào giữa năm 55 và 60. Trong thời gian này, một số nhà sử học cổ đã đánh giá tốt về ông trong thời kỳ này so với thời kỳ sau này của ông.
Dưới thời Nero, Nero đã hạn chế các khoản tiền phạt và tiền bảo lãnh, và tiền phí của các luật sư cũng bị giới hạn lại. Đã từng có một cuộc thảo luận trong thượng nghị viện về hành vi sai trái của những người tự do, và thượng nghị viện yêu cầu một sắc lệnh là người bảo hộ có quyền thu hồi lại quyền tự do. Nero đã đứng lên ủng hộ người tự do và nói rằng bọn bảo hộ không có quyền đó. Các thượng nghị sĩ đã cố ra một định luật là tội của một nô lệ thì toàn hộ nô lệ chung nhà phải gách chịu hình phạt. Dù có bạo loạn, Nero vẫn ủng hộ thượng nghị viện trong vấn đề này và ra lệnh cho lính tử hình 400 nô lệ bị phạt. Tuy nhiên, ông phản đối các chính sách khắt khe với những người tự do có liên quan. Sau khi các người thu thuế bị lên án vì tội đối xử quá tệ bạc với người nghèo, Nero đổi công việc thu thuế cho các cấp dưới. Nero cấm các quan tòa hoặc người đại diện pháp luật biểu diễn cho công chúng vì sợ là tiền thu nhập có thể được dùng để mua lòng dân. Thêm vào đó, nhiều quan chức cao đã bị buộc tội, cắt chức, và bỏ tù vì tội tham nhũng và tống tiền. Khi người dân nghèo tiếp tục than trách phải chịu quá nhiều thuế, Nero đã cố bỏ hết những thuế gián tiếp. Những thượng nghị sĩ thuyết phục ông là hành động này sẽ làm cho ngân khố quốc gia bị phá sản. Sau đó, kết quả cuộc thỏa hiệp là thuế từ 4.5% xuống thành 2.5%. Thêm vào đó, các hồ sơ thuế bí mật của chính phủ được công bố đến cộng đồng. Để giảm giá thực phẩm nhập khẩu, các tàu buôn bán được miễn thuế hoàn toàn.

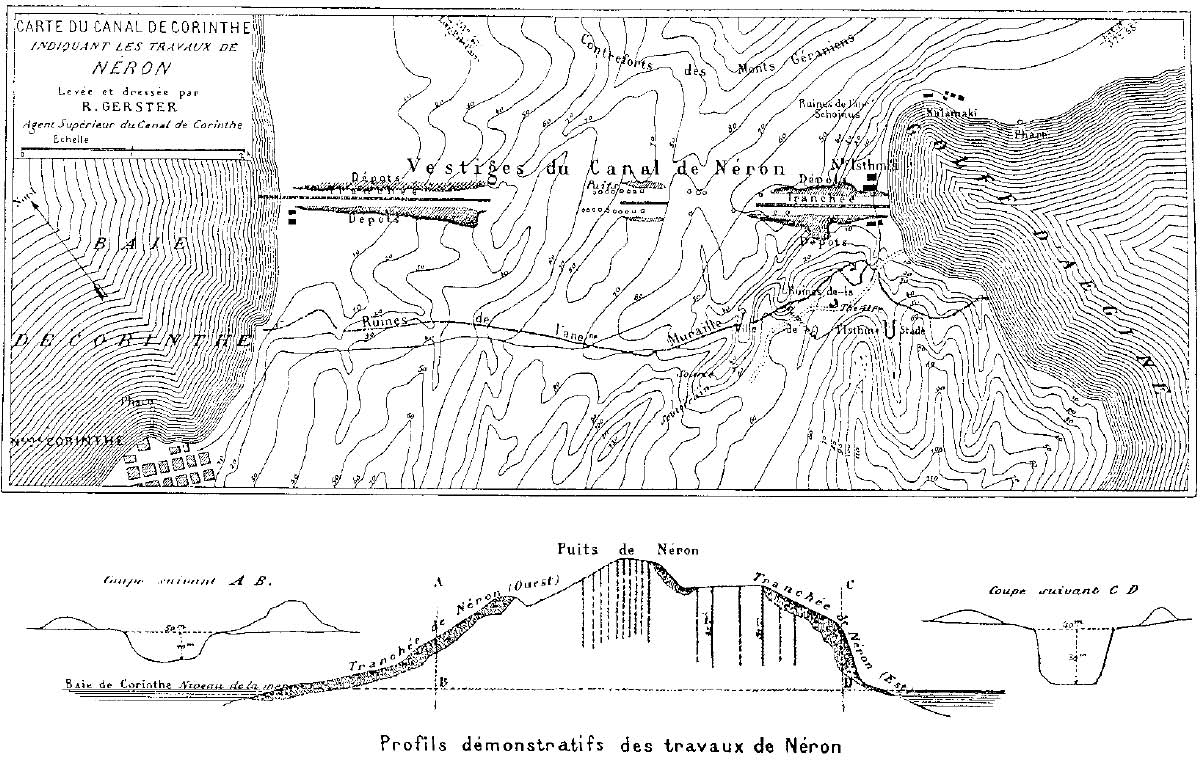
Kênh Corinth của Nero đã bị bỏ rơi

Nero xây nhiều phòng tập thể dục và nhà hát theo mô hình người Hy Lạp. Đấu trường huy hoàng cho các đấu sĩ cũng được xây dựng. Nero còn thành lập ngay hội tên quinquennial Neronia. Ngày hội gồm có các trò chơi, thơ, và nhà hát. Các nhà sử học cho rằng, có một niềm tin rằng các nhà hát sẽ dẫn tới việc vô đạo đức. Một số khác nghĩ rằng để những người biểu diễn ăn mặc giống như người Hy Lạp là đã bị lỗi thời. Một số nữa cân nhắc việc bỏ số tiền ngân khố lớn cho sự giải trí công cộng.
Vào năm 64, thành Roma bị cháy. Nero liền đề ra chương trình cứu trợ và xây dựng phục hồi các kiến trúc. Một số các công trình lớn khác được xây dựng vào cuối triều đại ông. Nero ra lệnh lấy hết tro tàn của đám cháy đổ ra đầm lầy Ostia. Sau đó, ông ra lệnh xây dựng khu Domus Aurea. Vào năm 67, Nero thử xây một kênh ở Isthmus của Corinth. Các nhà sử học cổ cho rằng những dự án này đã làm thâm ngân khố quốc gia trầm trọng. Chi phí cho việc xây dựng lại thành Roma là rất lớn, số tiền mà ngân quỹ quốc gia cũng không có. Nero làm mất giá tiền La Mã lần đầu tiên trong lịch sử đế chế La Mã. Ông đã giảm trọng lượng của denarius từ 84 trên mỗi pound La Mã đến 96 (3.85 gram xuống 3.35 gram). Ông cũng giảm mức độ nguyên chất của bạc từ 99.5% đến 93.5%—trọng lượng bạc giảm từ 3.83 gram đến 3.4 gram. Thêm vào đó, Nero giảm trọng lượng aureus từ 40 trên mỗi pound đến 45 (8 gram đến 7.2 gram).
Từ khoảng năm 62 đến 67, dựa theo Plinius già và Seneca, Nero đề xướng một cuộc viễn chinh để tìm ra nguồn của sông Nile. Đó là cuộc thám hiểm xích đạo Châu Phi trong lịch sử châu Âu. Tuy nhiên, cuộc viễn chinh thám hiểm sông Nile của Nero thất bại bởi vì cỏ nước đã làm nghẹt dòng sông và đã làm cho tàu viễn chinh không thể tới được Sudd của Nam Sudan thời nay. Chính sách cai trị kinh tế của Nero là một đề tài tranh luận cho các nhà thông thái. Dựa vào các nhà sự học cổ, chi phí công trình dự án của Nero là quá cao và những khoảng tiêu xài hoan phí dưới thời Nero làm cho cạn kiệt tiền của La Mã và các tỉnh. Các nhà sử học thời hiện đại thì cho rằng thời đó tràn ngập biến cố giải lạm phát và các khoảng chi phí xây dựng dự án cộng đồng của Nero đã phần nào làm giảm sự khó khăn kinh tế.

### Đại hỏa hoạn thành Roma
Trận hỏa hoạn kinh hoàng bắt đầu vào tối ngày 18 tháng 7 tới ngày 19 tháng 7 năm 64. Trận hỏa hoạn xuất phát từ phía đông nam của Circus Maximus trong khu cửa hàng bán đồ dễ cháy. Phạm vi của trận hỏa hoạn không được hiểu rõ. Dựa theo Tacitus, ông chín tuổi khi trận hỏa hoạn xảy ra, nó lan rộng rất nhanh và cháy tới năm ngày. Nó phá hủy hoàn toàn 3 trên tổng 14 huyện của thành Roma và tiêu hủy nặng bảy huyện. Pliny Già, nhà sử học duy nhất nữa sống qua trận hỏa hoạn và viết về nó một cách sơ sài. Một số nhà sử học khác cũng sống qua trận thiên tai này bao gồm Josephus, Dio Chrysostom, Plutarch, và Epictetus) không hề nhắc tới nó.

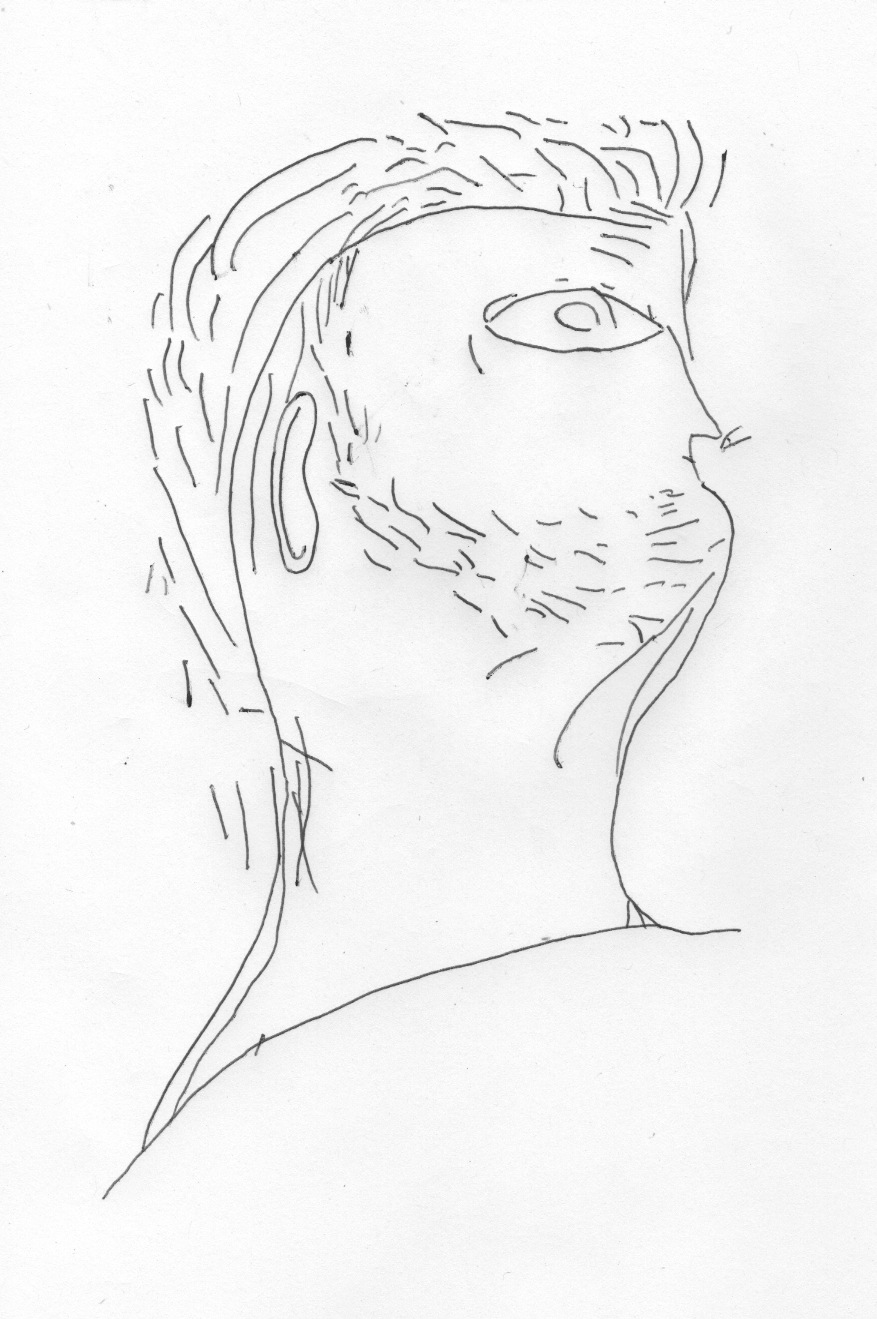
Hình graffiti cổ của Nero được tìm thấy tại Domus Tiberiana.

Đến bây giờ nguyên nhân vụ cháy vẫn chưa được tìm ra — có thể là tai nạn hoặc có ai cố tình phóng hỏa. Hai nhà sử học Suetonius và Cassius Dio nghi ngờ Nero cố tình đốt thành Roma để Nero có thể xây cung điện của ông. Còn nhà sử học Tacitus thì nói người Kitô hữu đã nhận tội phóng hỏa, nhưng có thể họ đã bị tra tấn dã man để phải nhận tội. Dù gì, những trận hỏa hoạn xảy ra rất thường xuyên trong thời La Mã cổ. La Mã còn phải gánh chịu thêm một trận hỏa hoạn trong năm 69 và năm 80. Nhà sử học Suetonius và Cassius Dio còn nói rằng Nero đã hát bài "Sack of Ilium" trong đồng phục hóa trang trong khi thành phố đang cháy. Một truyền thuyết khác nói về Nero chơi đàn vĩ cầm trong khi thành đang cháy, đó là sự sai lầm dựa trên loại nhạc cụ đàn lia mà Nero chơi (vào thế kỷ thứ nhất không tồn tại loài đàn vĩ cầm). Dựa theo Tacitus thì Nero ở trong Antium vào lúc hỏa hoạn. Tacitus còn nói Nero chơi đàn lyre và ca hát trong khi thành phố bị hỏa hoạn là lời đồn nhảm nhí. Tacitus có viết, tài liệu của ông là một trong những tài liệu sớm nhất nói về nguồn gốc Công giáo, khi dân chúng muốn biết ai chịu trách nhiệm về trận hỏa hoạn và có lời đồn là Nero phải chịu trách nhiệm. Để tránh trách nhiệm, ông đổ lỗi lên các tín hữu Công giáo. Ông ra lệnh tàn sát tín hữu Kitô giáo để ném cho chó ăn, một số người bị đóng đinh, và thiêu sống.
Dựa theo Tacitus, sau khi nghe tin thành bị đốt, Nero trở về thành Roma tổ chức một cuộc cứu trợ từ tiền của chính ông. Sau trận hỏa hoạn, Nero mở cửa lâu đài của ông cho người vô gia cư và cung cấp thêm đồ ăn cho những người nghèo nhằm chống nạn đói. Sau đó, ông lên kế hoạch xây dựng lại thành. Các căn nhà được xây dựng cách nhau, xây bằng gạch, và có hàng lang trên một con đường rộng lớn. Nero còn xây cung điện lớn và huy hoàng, Domus Aurea, trong khu vực đã bị trận hỏa hoạn tàn phá hết. Khu vực xung quanh cung điện có cảnh quanh lộng lẫy và tượng hình Nero cao 30 m, bức tượng Colossus của Nero. Diện tích của cung điện phức tạp này đường tính từ khoảng 100 đến 300 héc ta. Để có đủ tiền để xây dựng một khu vực như thế, Nero bắt các tỉnh của đế quốc La Mã cống tiền.

### Những năm cuối đời

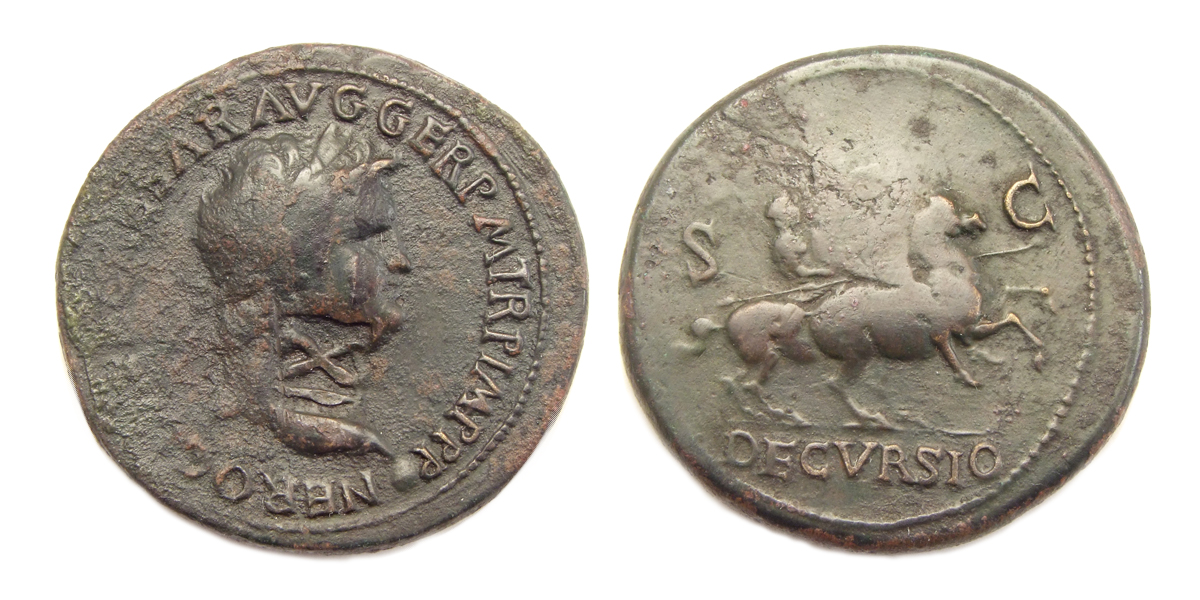
Đồng tiền sestertius có hình Nero.

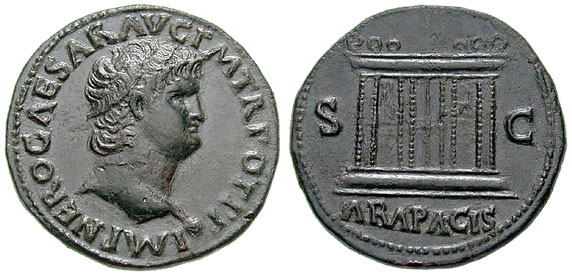
Đồng tiền Nero năm 66. Bàn thờ Ara Pacis ở mặt sau.

Vào năm 65, nhà chính trị gia Gaius Calpurnius Piso tổ chức một kế hoạch để lật đổ Nero cùng với quan bảo dân Subrius Flavus và bách binh đoàn Sulpicius Asper của Cận vệ Hoàng gia. Dựa theo Tacitus, nhiều người trong âm mưu mong muốn "cứu đế quốc" khỏi bạo chúa và phục hồi Cộng hòa La Mã. Một người tên là Milichus phát hiện ra âm mưu này và đi báo với thư ký của Nero, Epaphroditos. Vì thế, âm mưu thất bại, và tất cả kẻ đồng mưu đều bị xử tử bao gồm nhà thơ Lucan. Cựu cố vấn của Nero là Seneca cũng bị tố cáo là có liên quan bởi Natalis; Seneca phủ nhận tội nhưng cũng bị bắt tự sát vì ông không còn thân tín với Nero.
Sử sách viết rằng Nero đã đá Poppaea tới chết vào năm 65 trong khi bà đang mang bầu trước khi bà có thể sinh ra đứa con thứ hai. Các nhà sử gia thời hiện đại nghi ngờ câu chuyện này vì các nhà sử học thời đó có định kiến với Nero và không có bất cứ nhân chứng nào về việc ấy. Họ đưa ra giả thuyết là Poppaea bị chết do sảy thay hoặc vào lúc sinh. Nero đã rất buồn rầu vì cái chết của bà; quốc tang của bà được tổ chức một cách xa hoa. Bà được phong danh hiệu thiêng liêng, và một đền thờ được xây để tôn thờ bà. Số lượng hương được đốt ở quốc tang của bà bằng số hương nhập khẩu cả năm. Thân thể bà không được hỏa táng theo phong tục mà được ướp xác theo cách của người Ai Cập và đưa vào mộ. Tới nay vẫn chưa tìm được mộ của bà.
Vào năm 67, Nero cưới Sporus, một chàng trai trẻ nhìn giống Poppaea. Nero ra lệnh thiến anh ta và muốn biến anh thành một người đàn bà. Sporus phải mặc mạng che mặt tại lễ cưới. Các nhà sử học cho rằng Nero làm điều này vì tiếc thương Poppaea.

### Vindex và Galba khởi nghĩa và Nero qua đời

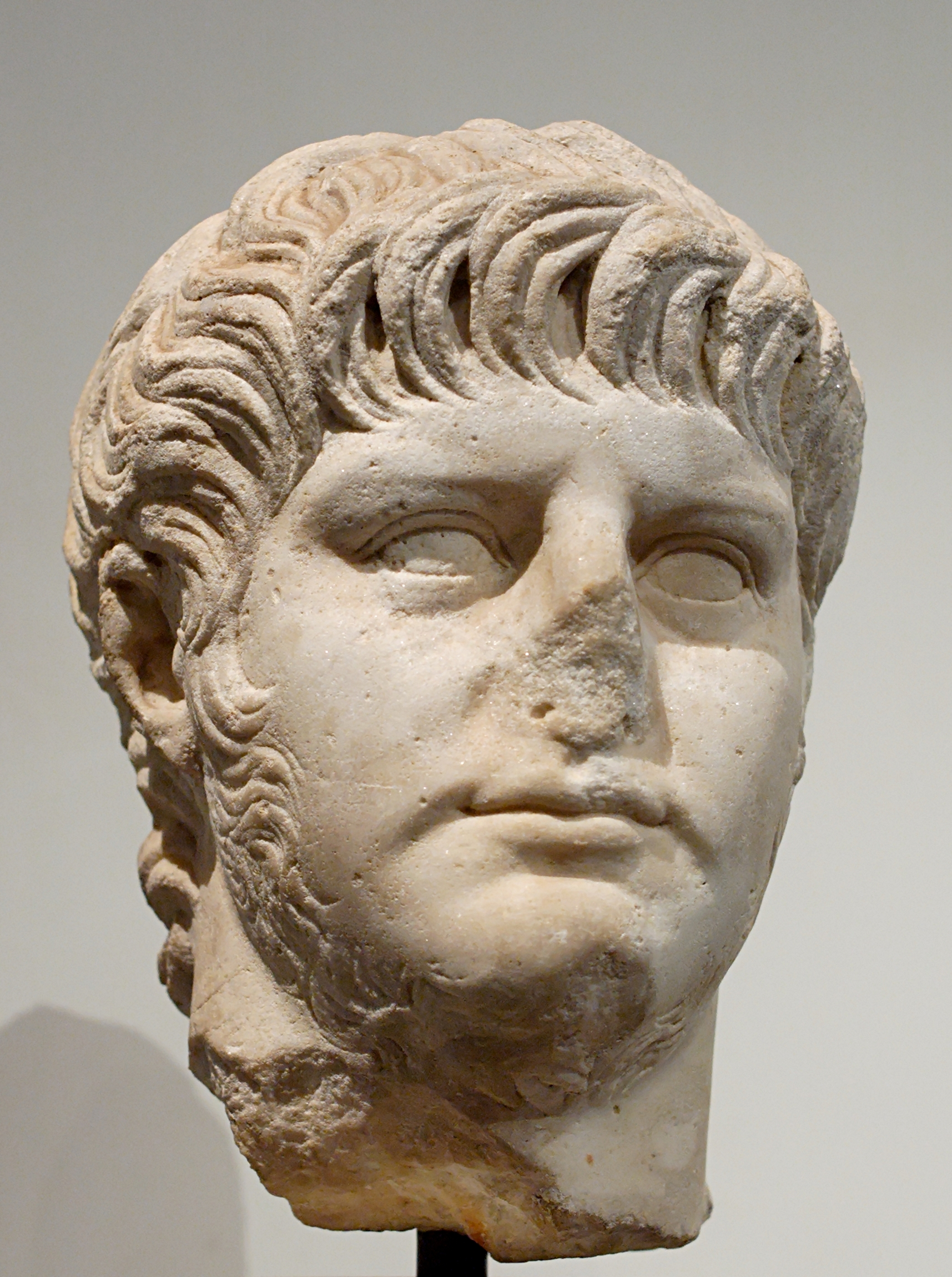
Tượng thạch mặt của Nero, Antiquarium của các sứ quân.

Trong tháng 3 năm 68, Gaius Julius Vindex, là một người cai quản Gallia Lugdunensis, đã đứng lên phản lại chính sách thuế của Nero. Lucius Verginius Rufus, là người cai quản Germania Superior, đã được sai đi để dập tắt cuộc nổi loạn của Vindex. Trong nỗ lực nhằm kêu gọi sự giúp đỡ từ bên ngoài lãnh địa của mình, Vindex đã thuyết phục được Servius Sulpicius Galba, người cai quản Hispania Tarraconensis, để cùng nổi loạn và hợp tác với ông. Ông tự xưng vương và cũng là đối thủ nguy hiểm nhất của Nero lúc bấy giờ. Trong trận chiến Vesontio tháng 5 năm 68, lực lượng của Verginius dễ dàng đánh bại đội quân của Vindex và ép họ phải tự sát. Tuy nhiên, sau khi diệt được quân phản loạn, đội quân Verginius bắt đầu có mưu đồ làm phản và tự xưng vương. Verginius không công khai chống lại Nero, nhưng đội quân thù ghét Đức của Galba đã tiếp tục gây chiến trong Tây Ban Nha và không hề để Nero kịp trở tay.
Trong khi Nero được phục hồi lại quyền lực từ sau cuộc nổi loạn, sự ủng hộ Galba tăng bỏ mặt sự ông công khai là kẻ thù. Các quận trưởng như Praetorian Guard, Gaius Nymphidius Sabinus, cũng bỏ liên minh Nero và cuộc nhập cuộc nổi loạn với Galba.
Nero đành phải trốn khỏi La Mã. Nero chạy đến cảng của Ostia và từ đây lấy một chiến thuyền đến các vùng với Đông vẫn còn trung thành với mình. Tuy nhiên, ông đã bỏ mặc ý nghĩ chuyện gì sẽ xảy ra khi các sĩ quan từ chối tuân lệnh của ông, trong một đoạn diễn tả tình thế Nero của Vergil từ cuốn Aeneid: "Chuyện đó thật khủng khiếp rồi sẽ phải chết" Nero liền đổi lịch trình chạy tới Parthia, ông bị lâm vào tình thế phải xin lòng nhân từ của Galba, hoặc phải kêu gọi nhân dân tha thứ cho ông trong những gì ông đã làm trong quá khứ "và nếu ông không thể làm dịu trái tim họ, để ít nhất họ đối xử với ông tốt hơn như cho phép ông làm quận trưởng của Ai Cập". Suetonius đã báo cáo nguyên văn của bài diễn văn được tìm thấy sau đó, ở tại bàn viết của Nero. Nhưng vì sợ bị xé ra thành từng mảnh nên Nero không dám đọc bài diễn văn trước công chúng.
Nero trở về La Mã và hưởng thụ buổi chiều trong tòa lâu đài. Sau khi ngủ, ông bật tỉnh dậy vào nửa đêm và phát hiện lính canh trong tòa lâu đài đã đi mất. Ông liền đi cầu cứu các bạn ông ở trong các buồng phòng trong lâu đài, nhưng không một ai trả lời, tất cả đã bỏ rơi ông. Ông liền tìm ai có kiếm để tự sát nhưng không một ai còn lại. Ông hét lớn "Ta là bạn hay thù?" và chạy như điên ra ngoài như thể ông gần như bị quăng xuống sông Tevere.
Khi trở lại lần nữa, Nero chợt nghĩ một nơi mà ông có thể trốn và suy nghĩ lại. Một vị hoàng đế tự do đề nghị cho ông một căn nhà to, nằm ngoài vùng ngoại ô thành phố khoảng 4 mile. Trước khi đi ông phải cải trang, Nero và bốn tùy tùng đến villa, để phòng xa Nero ra lệnh cho họ đào mộ cho mình. Sau khi đào mộ xong, Nero nói đi nói lại "một nghệ sĩ chết trong tôi!". Vào thời điểm người đưa tin đến báo cho ông là các thượng nghị sĩ đã công khai chống lại ông và đã ban hành lệnh hành quyết, đánh đập ông tới chết. Sau khi nghe tin Nero chuẩn bị tinh thần tự sát. Mất hết tự chủ, ông cầu xin người hầu của mình để làm ví dụ (nghĩa là ông muốn xem cái chết như thế nào trong việc giết người hầu mình trước). Cuối cùng tiếng ngựa đã đang trên đường đến chỗ Nero. Sau khi nói một câu từ Iliad của Homer ("nghe đây, bây giờ đập tai tao, tiếng giậm chân gầm gừ như một con chó săn!") Nero đâm con dao găm vào cổ, nhưng vẫn được cứu bởi người hầu thân cận, Epaphroditos. Khi một người cưỡi ngựa đi vào, thì Nero đã mất. Ông nói mấy chữ "quá trễ! Đây là sự thật!", Nero qua đời vào ngày 9 tháng 6 năm 68. Ngày này cũng là kỉ niệm của cái chết của Octavia. Nero được chôn trong Mausoleum thuộc Domitii Ahenobarbi, ngày nay với cái tên Villa Borghese (Pincian Hill) thuộc địa phận La Mã.
Sau khi Nero qua đời, triều đại Julius-Claudius cáo chung. Thời đại nổi loạn xảy ra sau đó là Thời kỳ bốn hoàng đế.

### Sau cái chết của Nero
Dựa vào Suetonius và Cassius Dio, nhân dân La Mã ăn mừng khi biết tin Nero đã chết. Tuy nhiên, Tacitus miêu tả tình hình chính trị còn căng thẳng hơn trước lúc Nero chết. Tacitus nhắc là cái chết của Nero được làm hài lòng các thượng nghị sĩ, giới quý tộc, thượng lưu giàu có. Còn giới cấp thấp như nô lệ, các diễn viên xiếc và ca hát, múa, và "những người được Nero ủng hộ" đã rất buồn khi biết tin Nero qua đời. Nhiều thành viên trong quân đội nói đã có cảnh xúc buồn lẫn vui, vì họ đã từng là đồng minh của Nero, những đã bị mua chuộc để lật đổ Nero.
Theo nguồn tài liệu phía Đông, Philostratus II và Apollonius của Tyana, nhắc tới cái chết của Nero như sự thương tiếc vì ông đã có công "phục hồi lại tự do của Hellas với tính không ngoan và lễ độ có chút lạ thường về tính cách của ông" và ông đã "giữ sự tự do trong tay ông và tôn trọng nó".

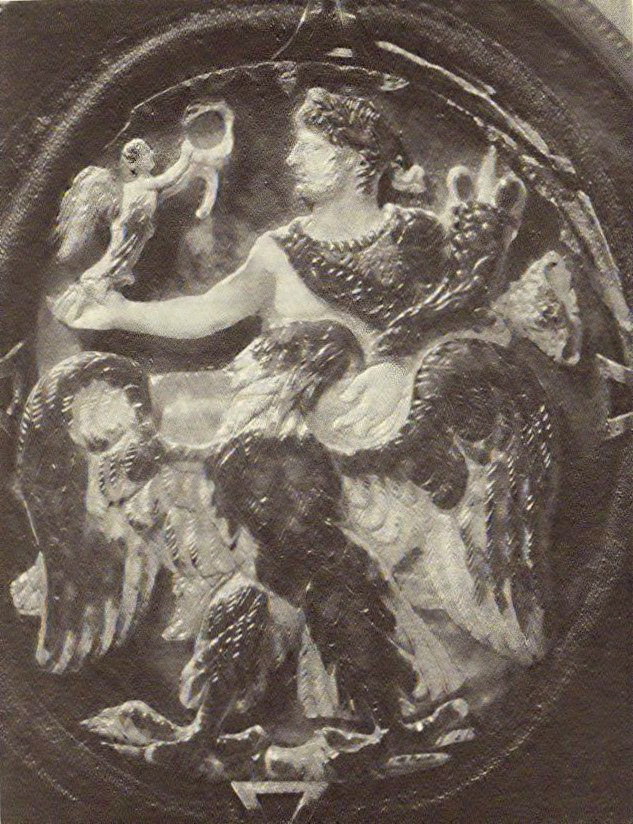
Thần Nero, sau năm 68. Các tác phẩm nghệ thuật miêu tả Nero được phong thần sau khi chết.

Các nhà thông thái hiện đại nhận xét, trong khi các thượng nghị sĩ và các giới quý tộc được thêm quyền lực sau cái chết của Nero nhưng dân chúng vẫn "trung thành tới cùng và còn xa hơn nữa, Otho và Vitellius cả hai điều nghĩ kêu gọi sự trung thành của họ là đáng giá."
Cái tên Nero bị xóa trong một số bia kỉ niệm, Edward Champlin nhận xét "cơn giận của lòng nhiệt huyết riêng tư". Nhiều chân dung của Nero được thế chỗ bởi những bức chân dung khác; dựa vào Eric R. Varner, trên năm mươi hình ảnh vẫn tồn tại. Sự thay thế hình ảnh này thường giải thích phần nào đó về ký ức ruồng bỏ vị hoàng đế đã bị lên án sau khi chết (xem hồi ức damnatio). Tuy nhiên, Champlin nghi ngờ các hành động xấu đó và ghi chép một số người vẫn tạo ra hình ảnh Nero trong khoảng thời gian dài sau khi ông chết.
Cuộc nội chiến thời kỳ bốn hoàng đế được miêu tả bởi các nhà sử học cổ như một thời kỳ đại họa. Dựa vào Tacitus, sự sụp đổ của đế chế là bắt nguồn từ không còn ai để nối dõi ngôi vị hoàng đế sau khi Nero chết, vì gia tộc hoàng đế đã bị tuyệt chủng. Galba bắt đầu cai trị với một vương triều ngắn ngủi vì bị xử tội bởi các đồng minh của Nero và nhiều kẻ thù tương lai. Một kẻ thù nguy hiểm là Nymphidius Sabinus, người đã xác nhận mình là con trai của hoàng đế Caligula.
Otho lật đổ Galba. Otho đã từng nói để lấy lòng binh sĩ là ông đã từng là bạn của Nero và cũng có tính khí giống ông. Dần dần người dân ví Otho như Nero. Otho sử dụng danh nghĩa và lấy tên "Nero" làm tên họ. Ông đã ra lệnh xây lại nhiều bức tượng của Nero. Vitellius lật đổ Otho. Vitellius bắt đầu triều đại mình cùng với việc làm một đám tang lớn cho Nero với bài hát viết bởi Nero nhằm yên lòng dân.
Sau cái chết tự sát của Nero trong năm 68, đã có một đức tin mạnh lan truyền, đặc biệt ở các huyện phía Đông. Họ tin là Nero chưa chết và bằng cách nào đó ông có thể trở lại. Đức tin này dần được biết như truyền thuyết Nero hồi sinh.
Truyền thuyết Nero hồi sinh tồn tại trong vòng nhiều thế kỷ cho sau khi cái chết của ông. Augustine của Hippo viết về truyền thuyết đó như một đức tin mãnh liệt năm 422.
Có ít nhất ba kẻ mạo danh Nero nhằm mục đích dẫn dắn của nổi loạn. Kẻ đầu tiên, đã hát và chơi đàn lia và có mặt giống như vị hoàng đế đã chết, đã xuất hiện trong năm 69 trong vương triều Vitellius. Sau khi một số người phát hiện ra ông là kẻ mạo danh, kẻ đó bị bắt và xử tử. Vào khoảng thời kỳ Titus (79-81) đã xuất hiện thêm kẻ mạo danh trong châu Á và hắn cũng chơi đàn lia và nhìn giống Nero nhưng kết cuộc cũng bị xử tử. Hai mươi năm sai cái chết của Nero, vào triều đại Domitian, kẻ mạo danh thứ ba xuất hiện được ủng hộ bởi người Parthia. Lần này họ gặp rất nhiều khó khăn trong việc nhận dạng kẻ đó để trừng trị và kẻ mạo danh đã gần như dẫn tới chiến tranh.

## Chiến tranh

### Cuộc nổi dậy của Boudica
Tại Anh vào năm 59, Prasutagus, thủ lĩnh của bộ tộc Iceni và vua chư hầu của La Mã dưới thời Claudius. Nguyện vọng của Prasutagus là để hai đứa con gái của ông tiếp tục cai trị bộ tộc Iceni và bị từ chối. Khi Catus Decianus quất roi Boudica và cưỡng hiếp con gái của bà, bộ tộc Iceni nổi dậy. Bộ tộc Trinovantes cũng tham gia vào cuộc nổi dậy, và đây trở thành cuộc nổi dậy nổi bật nhất tại La Mã vào thế kỷ thứ 1.:32:254 Dưới sự chỉ huy của Boudica, các thị trấn Camulodunum (Colchester), Londinium (London) và Verulamium (St Albans) bị đốt phá và một phần lớn của quân đoàn La Mã bị đánh bại. Sự kiện này đã khiến Nero nghĩ tới khả năng bỏ quyền kiểm soát của La Mã ở Anh. Thống đốc Gaius Suetonius Paulinus huy động lực lượng còn lại và đánh bại lực lượng của Boudica. Sau khi Julius Classicianus thay thế Decianus làm kiểm sát trưởng, Classicianus khuyên Nero là nên thay thế thống đốc Paulinus vì ông quá tàn bạo với dân địa phương ở Anh mặc dù cuộc nổi dậy đã chấm dứt.:265 Nero cuối cùng đã quyết định phương án mềm dẻo hơn với bộ tộc ở Anh và bổ nhiệm Petronius Turpilianus làm thống đốc mới ở khu vực Anh.:33

### Hòa bình với Parthia

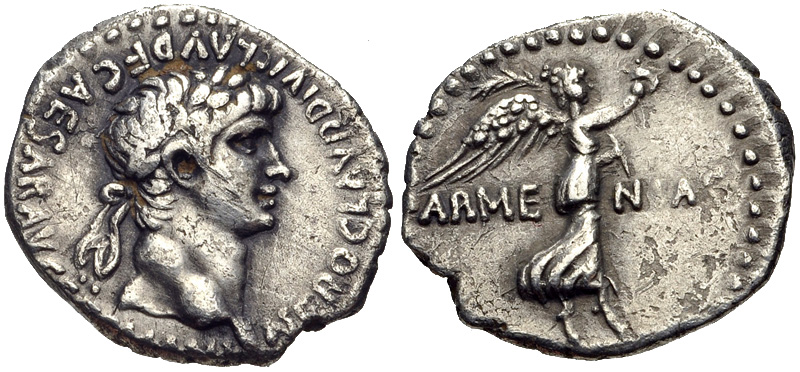
Đồng xu kỉ niệm chiến thắng của Nero ở Armenia những năm 58-60 Công nguyên.

Trong những năm đầu trị vì, Nero đã chuẩn bị chiến tranh với Parthia sau khi vua Parthia Vologeses phong em trai của ông Tiridates lên làm vua của Armenia. Vào năm 57-58, Domitius Corbulo chỉ huy binh đoàn tấn công và chiếm được thủ đô Artaxata của Armenia. Sau đó, Tigranes được chọn để kế thừa Tiridate. Khi Tigranes dẫn quân tấn công Adiabene, Nero đã phải gửi thêm binh đoàn để viện trợ trấn thủ Armenia và Syria.
Quân La Mã chiến thắng lúc ban đầu do Parthia đang có nổi loạn. Sau khi dập được các cuộc nổi loạn, quân Parthia có thể tập trung quân lực vào cuộc chiến với quân La Mã và đánh bại quân La Mã dưới sự chỉ huy của Paetus. Tuy La Mã và Parthia đều rút quân khỏi Armenia, nó vẫn thuộc quyền kiểm soát của Parthia. Với quyền imperium, Corbulo đã lên kế hoạch chiếm lại Armenia, nhưng sứ giả Parthia đến gặp để thỏa thuận hòa bình. Hiệp ước hòa bình đã được ký kết: La Mã sẽ công nhận Tiridates là vua của Armenia với điều kiện Tiridates nhận vòng hoa đội đầu từ Nero. Lễ đăng quang được diễn ra ở La Mã vào năm 66. Sử gia Dio chép rằng Tiridates đã nói "Hạ thần đã tới đây, vị thần của con, để tôn thờ ngài như Mithras." Shotter viết rằng Nero còn có các tên gọi thần thánh khác ở phía Đông như "Tân Apollo" và "Tân Mặt Trời". Sau lễ đăng quang, ngoại giao được thiết lập giữa La Mã và các vương quốc phía đông của Parthia và Armenia. Thành phố Artaxata được đổi tên lại thành Neroneia khi đó.:35:265–66

### Chiến tranh với người Do Thái
Vào năm 66, người Do Thái bắt đầu nổi loạn khởi nguồn từ căng thẳng tôn giáo giữa người Do Thái và người Hy Lạp. Năm 67, Nero cử tướng Vespasian đi để dập cuộc nổi dậy. Năm 70, cuộc nổi dậy bị dập tắt sau khi Nero tự sát. Sự kiện nổi bật trong cuộc nổi dậy bao gồm quân La Mã công phá thành Jerusalem và phá hủy đền thờ Jerusalem thứ hai.

## Đam mê
Nero đã từng học văn thơ, âm nhạc, mỹ thuật và điêu khắc. Ông có thể hát và chơi cithara (một loại của đàn lia). Tầng lớp thượng lưu thường được học những thể loại nghệ thuật này, nhưng Nero có niềm đam mê mãnh liệt hơn một người thượng lưu bình thường.:41–42 Do đó, ông đã bị sử sách phê bình vì điều đó. Pliny miêu tả Nero là một vị "hoàng đế diễn viên" (scaenici imperatoris), và Suetonius viết rằng Nero "quan tâm quá đáng tới sự nổi tiếng... từ khi mọi người nghĩ tài năng của ông bằng Apollo trong âm nhạc và giống như Mặt trời khi lái xe ngựa, ông còn dự định đạt được các kỳ tích giống như Hercules.":53
Vào năm 67, Nero tham gia thế vận hội. Ông đã mua chuộc ban tổ chức để trì hoãn cuộc thi đó một năm để ông có thể tham gia, và ban tổ chức còn thêm các cuộc thi liên quan tới nghệ thuật vào thế vận hội. Nero thắng tất cả các cuộc thi mà ông tham dự. Trong thế vận hội, Nero hát và chơi đàn lia, thi diễn dịch và đua xe ngựa. Ông thắng cuộc đua xe 10 ngựa mặc dù bị té xe và bỏ cuộc. Ban tổ chức vẫn cho ông thắng với lý do ông sẽ thắng nếu tiếp tục đua. Khi ông chết vào năm sau, tên của ông bị xóa khỏi danh sách những người chiến thắng trong thế vận hội. Champlin viết rằng sự tham gia của Nero "đã hủy hoại một cuộc thi đúng nghĩa, [Nero] dường như không nhận ra điều này.":54–55
Nero thành lập thế vận hội Nero vào năm 60 dựa trên thế vận hội của Hy Lạp. Thế vận hội bao gồm các thể loại như âm nhạc, thể thao và đua ngựa. Suetonius viết rằng các cuộc thi thể thao được tổ chức ở khu Saepta tại Campus Martius.:288

## Sử chép
Lịch sử của triều đại Nero đã gặp phải một vấn đề lớn vì không có bất cứ tài liệu đáng tin cậy nào từ thời Nero mà còn tồn tại. Đã có thời những nhà sử học đã ghi chép về thời đại Nero một cách không trung thực và kỳ quái như một số ca ngợi và một số phê trách Nero. Những tài liệu gốc cũng có mâu thuẫn giữa các con số sự kiện. Tuy nhiên, những bản gốc đã bị mất là cơ sở của những bản thứ hai còn tồn tại và bản thứ ba nói về Nero được ghi chép bởi các nhà sử học thuộc thế hệ tiếp theo. Một số nhà sử học đương thời Nero được biết đến như Fabius Rusticus, Cluvius Rufus và Pliny Già đã viết lịch sử về Nero nhưng bây giờ đã bị mất. Một số nhà sử liệu thuộc loại bênh vực cho Nero, nhưng không biết ai viết hoặc dĩ nhiên sẽ viết về những thành công để ca ngợi Nero.
Phần lớn tài liệu của Nero là từ Tacitus, Suetonius và Cassius Dio, họ đều thuộc tầng lớp Patrician (là những tầng lớp giàu có). Tacitus và Suetonius viết lịch sử về triều đại Nero hơn năm mươi năm sau khi cái chết của Nero, trong khi Cassius Dio bắt đầu viết về Nero sau 150 năm khi Nero qua đời. Những tài liệu này mâu thuẫn trên con số các sự kiện trong cuộc đời Nero bao gồm cái chết của Claudius, cái chết của Agrippina và cuộc đại hỏa năm 64, nhưng họ đều có điểm chung là phê bình Nero.
Một số tài liệu khác đã thêm một số chi tiết mơ hồ về Nero. Một số tài liệu còn lại cũng đồng quan điểm tán thành Nero. Một số tài liệu khác ví Nero như một vị vua tài ba lỗi lạc và được lòng dân trong La Mã, đặc biệt là phía đông.
Cassius Dio
Cassius Dio (khoảng 155- 229) là con trai của Cassius Apronianus, là một thượng nghị sĩ. Ông đã bỏ ra một phần của cuộc đời để phục vụ cộng đồng. Ông là thượng nghị sĩ dưới quyền Commodus và thống đốc của Smyrna sau khi cái chết của Septimius Severus; và sau đó lên chức quan chấp chính tối cao vào khoảng năm 205 SCN, cũng như là thống đốc cai trị Châu Phi và Pannonia.
Quyển sách Lịch sử La Mã trang 61–63 của Dio miêu tả thời đại Nero. Chỉ có một số mảnh sách vẫn còn tồn tại, những mảnh sách còn lại được tóm tắt và thay đổi bởi John Xiphilinus, là một nhà cao tăng thuộc thế kỷ 11.
Dio Chrysostom
Dio Chrysostom (khoảng 40– 120), là nhà triết học và sử học Hy Lạp, ghi chép là người La Mã rất hài lòng với Nero và có thể cho phép ông cai trị muôn thuở. Họ kéo dài thời đại ông khi ông mất và tiêu diệt kẻ giả mạo khi tụi nó xuất hiện:
| “ | Dĩ nhiên sự thật về thời đại Nero vẫn còn bí ẩn; qua thời gian chủ đề Nero vẫn còn được quan tâm, không một thứ gì có thể ngăn cản hoàng đế tiếp tục trị vì muôn đời, kể cả bây giờ mọi người điều ước Nero vẫn còn sống. Và phần lớn người dân tin rằng ông vẫn còn sống, mặc dù theo giác quan thì ông chắc chắn đã chết, trong khi một số người khẳng định chắc chắn ông vẫn còn sống. | ” |

Epictetus
Epictetus (khoảng 55- 135) là nô lệ của nhà triết học Epaphroditos dưới quyền Nero. Ông đã ghi chép một số lời bình luận không tốt về bản chất cũng như các công trình của Nero, nhưng lại không hề lưu ý tới mặt tốt của Nero. Ông miêu tả Nero như một người đua đòi, nóng tính và buồn bã.
Josephus

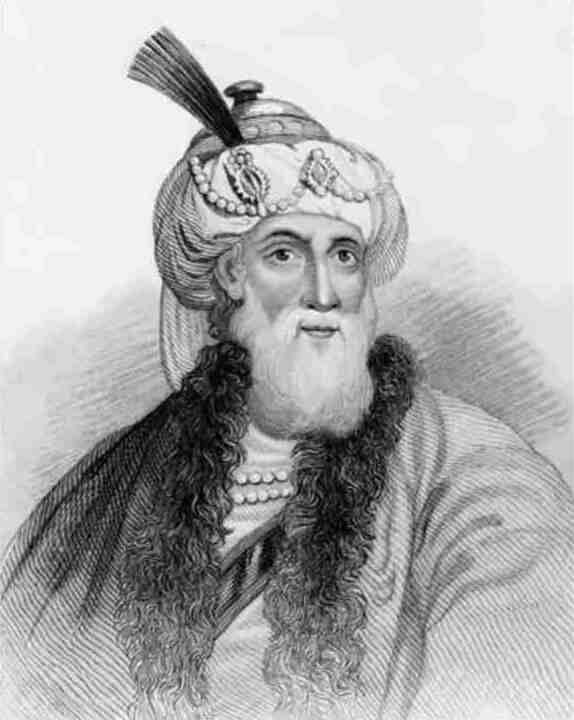
Nhà sử học Josephus (khoảng 37-100) lên án các nhà sử học khác của Nero.

Nhà sử học Josephus (khoảng 37- 100), đã từng gọi Nero là một bạo chúa, và là người đầu tiên nhắc tới sự thành kiến về Nero. Dựa vào các nhà sử học khác, ông nói:
| “ | Nhưng tôi đã bỏ quên một số vấn đề về sự nghiệp của Nero; những thành quả vĩ đại, nhưng khi ghi chép về lịch sử của ông; một số đã che giấu đi sự thật về mặc tốt của ông, mặc dù đã được hưởng bổng lộc từ ông; và một số khác căm hận ông và khi đại nạn đến họ đã phản bội ông không thương tiếc, họ đã thẳng tay chống lại ông cùng với sự dối trá, bọn chúng xứng đáng phải bị kết án. Vả chăng tôi tự hỏi vì sao lại phải nói dối về Nero như vậy, kể từ khi họ chẳng viết gì trong những tác phẩm của mình nhằm bảo tồn sự thật lịch sử vì những sự kiện này xảy ra quá sớm so với thời đại của ông, ngay cả khi các diễn viên chẳng có cách nào khác để gánh lấy lòng thù hận của họ, vì những nhà văn này đã sống một thời gian dài sau đó. | ” |

Lucanus
Mặc dù là một nhà thơ, Lucanus (khoảng 39- 65) bản ghi chép của ông về Nero là một trong những bản ghi chép tốt nhất về thời đại cai trị của Nero. Ông viết về sự hòa bình và thịnh vượng dưới thời Nero so sánh với những triều đại chiến tranh và xung đột trước đó. Nhưng thật bất ngờ là sau này ông đã tham gia âm mưu lật đổ Nero và đã bị xử tử.
Philostratus
Philostratus II "Người Athen" (khoảng 172- 250) nói về Nero trong bộ Cuộc sống của Apollonius Tyana (cuốn 4–5). Tuy nhiên khía cạnh nhìn của ông còn lu mờ, ông khẳng định sự hoan nghênh cho Nero ở phía Đông.
Pliny Già
Là nhà sử học của Nero (khoảng 24- 79) không sống lâu. Nhưng một số ý kiến về Nero của Pliny đã được ghi chép vô Lịch sử Tự nhiên. Pliny là người có thành kiến tệ nhất đối với Nero và ông gọi Nero là "kẻ thù của loài người."
Plutarch
Plutarch (khoảng 46- 127) nhắc tới Nero một cách gián tiếp trong các bản ghi chép của ông trong tác phẩm cuộc sống của Galba và cuộc sống của Otho. Nero được minh họa như một bạo chúa, đến sau này hình ảnh của ông vẫn không được khá hơn.
Seneca Trẻ
Cũng không gì ngạc nhiên Seneca (khoảng 4 TCN - 65) viết rất tốt về Nero tại vì ông là một thầy giáo và người cố vấn của Nero.
Suetonius
Suetonius (khoảng 69- 130) là một thành viên của nhóm huấn luyện ngựa, và ông là chỉ huy của hoàng đế. Khi ở trong chức vị này, Suetonius bắt đầu viết về tiểu sử của hoàng đế, nhấn mạnh các điểm khía cạnh nhỏ cũng như các chuyện chấn động mạnh:
| “ | Thời nhỏ bên cạnh những môn khác ngài được học cả âm nhạc. Vừa lên ngôi ngài đã mời Terpnus, nghệ sĩ đàn lyra giỏi nhất thời ấy vào cung và nhiều ngày liền, sau bữa tối, ngài thức đến tận khuya nghe ông ta hát, dần dà ngài cũng học, cũng tập đàn hát, và không bỏ sót bất cứ việc gì mà các nghệ sĩ loại ấy làm để giữ và bồi bổ giọng của họ. | ” |

Tacitus
Tác phẩm Annals viết bởi Tacitus (c. 56- 117) bao gồm nhiều chi tiết nhất và bao hàm lịch sử của triều đại Nero, mặc dù không được hoàn tất sau năm 66. Tacitus miêu tả sự trị vì của hoàng đế Julius và Claudius là bất công. Ông còn nghĩ rằng những ghi chép về họ lúc bấy giờ là không được tương xướng đúng với họ:
| “ | Lịch sử của Tiberius, Caius, Claudius, và Nero, khi họ đang nắm quyền, họ đã bị vu khống bởi bọn phản loạn. Sau khi họ chết, họ bị ghi chép một cách phỉ báng bởi sự thù oán của bọn bất đồng. | ” |

Tacitus là con trai của procurator, vợ ông là thuộc giới gia đình thượng lưu của Agricola. Ông bắt đầu trở thành một thượng nghị sĩ sau khi Nero chết, theo như sự thú nhân của Tacitus, ông là người chống đối lại phần lớn kẻ thù của Nero. Nhận ra thành kiến này có thể bị người dân phản đối, Tacitus khẳng định những ghi chép của ông là sự thật. Chẳng hạn như niềm đam mê nghệ thuật của Nero:
| “ | Song để làm cho thiên hạ không chỉ biết đến tài sân khấu của mình, hoàng đế còn tỏ ra quan tâm đến cả thi ca nữa, ngài vời những kẻ ít nhiều biết làm thơ nhưng không có tên tuổi vào cung. Trong các bữa ăn, những kẻ này ngồi cạnh ngài và dọn sửa những bài thơ ngài đã làm xong mang đến đó, hoặc những bài ngài nghỉ ra tại chỗ, hoặc giả chúng dựa theo những lời ngài thốt ra mà đặt thành bài. Điều này được chứng minh ở chỗ ngay cả về hình thức, những bài thơ của ngài cũng tỏ ra không liền một hơi và một cảm hứng và cũng không phải giọng của một người. | ” |

## Nero và tôn giáo

### Truyền thống Do Thái
Vào cuối năm 66, nổ ra xung đột giữa người Hy Lạp và người Do Thái tại Jerusalem và Caesarea. Theo sách Talmud, Nero đi đến Jerusalem và bắn tên về cả bốn hướng. Tất cả số tên này đều tiếp đất trong thành phố Jerusalem. Sau đó ông kêu một cậu bé (vô tình đi qua) lặp lại một câu mà cậu ấy học trong ngày hôm đó. Đứa trẻ trả lời "Tôi sẽ trả thù Edom bằng bàn tay của người Israel chúng tôi" (Ez. 25,14). Nero hoảng sợ, tin rằng Chúa trời muốn đền thờ Jerusalem bị phá hủy nhưng sẽ trừng phạt người nào làm điều đó. Nero nói: "Chúa muốn phá hủy nhà của Chúa và đổ lỗi lên tôi," sau đó ông bỏ đi và cải đạo sang Do Thái giáo để tránh sự trừng phạt. Vespasian được phái đi dập tắt những cuộc nổi loạn đó.
Sách Talmud còn cho biết thêm rằng nhà hiền triết Reb Meir Baal HaNess - người đã ủng hộ cuộc nổi loạn của Bar Kokhba chống loại đế chế La Mã - là hậu duệ của Nero. Không có bất kỳ tài liệu nào của La Mã và Hy Lạp viết rằng Nero đã từng đến Jerusalem hoặc cải sang đạo Do Thái. Không có tài liệu nào ghi nhận rằng con cái của Nero sống qua được tuổi sơ sinh: đứa con gái duy nhất được ghi nhận là Claudia Augusta cũng tử vong khi mới 4 tháng tuổi.

### Truyền thống Kitô giáo

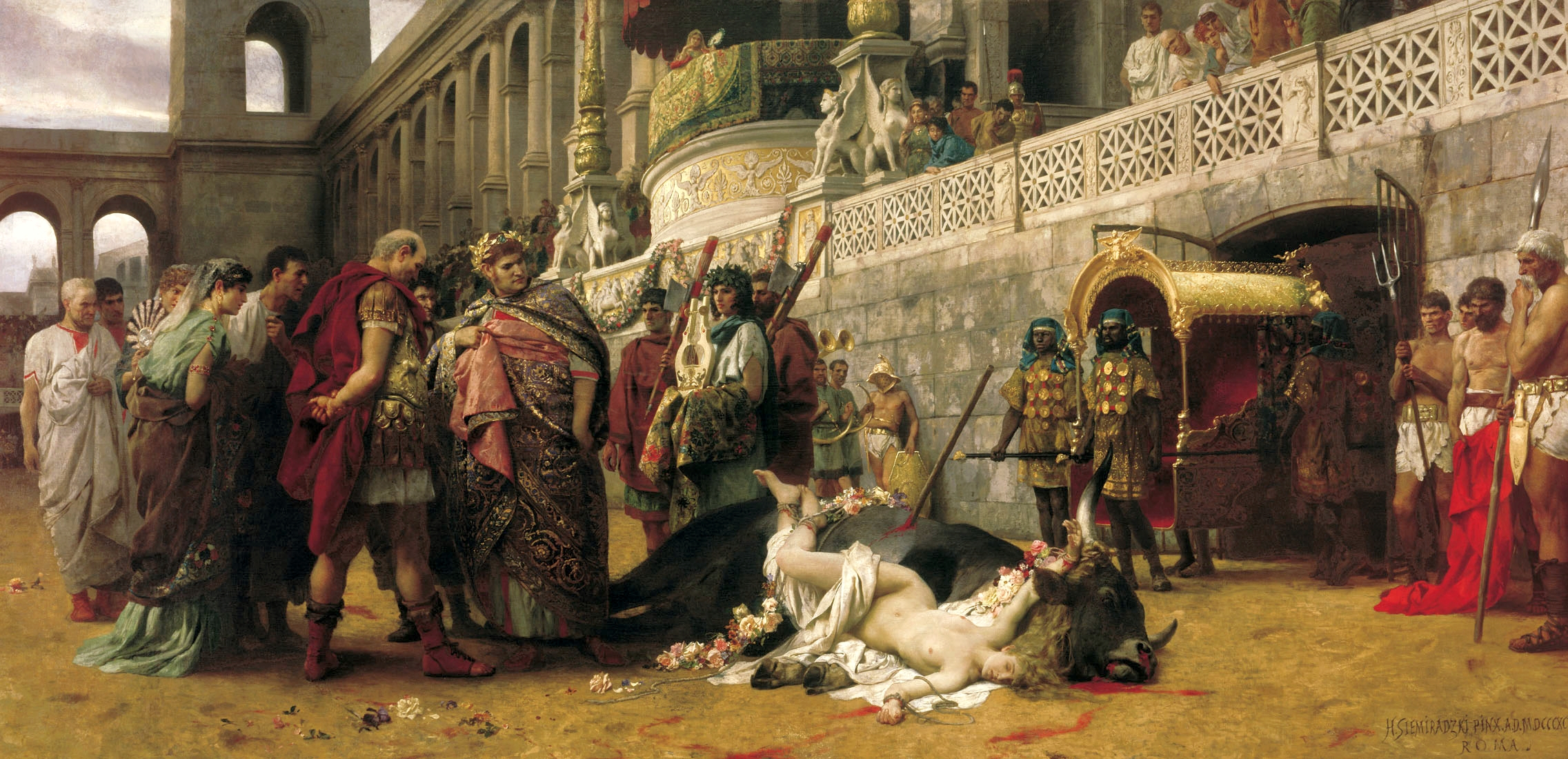
A Christian Dirce, vẽ bởi Henryk Siemiradzki. Một người phụ nữ Kitô giáo bị sát hại và đã trở thành người tử vì đạo trong đạo luật thuộc huyền thoại của Dirce.

Truyền thống người Kitô giáo và các tài liệu lịch sử cổ đã xếp Nero là vị vua đầu tiên đã ra tay trấn áp các tín hữu Kitô giáo, và có khi được coi là kẻ giết hại các tông đồ Thánh Phêrô và Sứ đồ Phao-lô. Vào thế kỷ thứ tư các nhà thần học tin rằng Nero có thể trở lại để chống Kitô giáo.

#### Người đàn áp đầu tiên
Một người không phải Kitô hữu, Tacitus, đã miêu tả các hành động của Nero bao gồm tra tấn và hành hình các tín hữu Kitô giáo với quy mô lớn sau cuộc hỏa hoạn thành Roma năm 64. Suetonius cũng nhắc tới, Nero trừng phạt người Kitô hữu, tuy ông làm như vậy như là việc cơ ngợi và không có nói là người Kitô hữu liên quan đến trận hỏa hoạn.
Một sử gia Kitô giáo, Tertullian (khoảng 155- 230) là người đầu tiên gọi Nero là kẻ tàn sát các tín đồ Kitô giáo. Ông viết "xem lại tài liệu của bạn, rồi bạn sẽ thấy rằng Nero là người đầu tiên đàn áp học thuyết tôn giáo này". Lactantius (c. 240- 320) cũng nói rằng Nero "là người đàn án các đầy tớ của Chúa". Và cả Sulpicius Severus. Tuy nhiên, Suetonius ghi chép rằng "từ khi các người Do Thái bắt đầu thường xuyên gây sự rối loạn theo sự xúi giục của Chrestus [Kitô], ông [hoàng đế Claudius] trục xuất họ khỏi Roma" ("Iudaeos impulsore Chresto assidue tumultuantis Roma expulit"). Những đợt trục xuất "người Do Thái" này có thể là các tín đồ Kitô giáo tiên khởi, tuy vậy nguồn từ Suetonius không nói một cách rõ ràng. Kinh Thánh cũng không đề cập rõ ràng Aquila của Pontus và vợ là Priscilla, cả hai đều bị trục xuất khỏi Ý, là "người Do Thái".

#### Sự tử đạo của các sứ đồ Phêrô và Phaolô
Nguồn tư liệu đầu tiên đề xuất là Nero đã giết các môn đệ là cuốn Sự lên trời của Isaiah viết theo thể khải huyền, một bản văn Kitô giáo thế kỷ thứ hai. Nó nói kẻ giết hại mẹ mình, ông ta là hoàng đế, sẽ hành hung nầm móng của cây, cây mà các tông đồ đã gieo. Một trong mười hai bọn họ sẽ lọt vào tay hắn ta.
Giám mục Eusebius của Caesarea (c. 275- 339) là người đầu tiên viết rằng thánh Phao-Lô bị chặt đầu trong La Mã vào thời của Nero. Ông viết thêm sự đàn áp của Nero dẫn tới cái chết của thánh Phêrô và Phao-lô, nhưng Nero không hề trực tiếp đưa chỉ thị giết họ. Một số tư liệu khác nói rằng Phao-lô đã sống sót qua hai năm sống ở La Mã và sau đó đi đến Hispania.
Thánh Phê-rô là người đầu tiên được biết là bị đánh đinh ngược trong La Mã dưới triều vua Nero (nhưng không phải bởi Nero) trong apocryphal Acts of Peter (c. 200). Nguồn tư liệu kết thúc với đoạn Phao-Lô vẫn còn sống và Nero đã qua đời bởi chỉ thị của Chúa là không cho phép hành hung bất kỳ một tín đồ Kitô giáo nào nữa.
Vào thế kỷ thứ tư, nhiều nhà sử chép khẳng định rằng Nero giết Thánh Phêrô và Thánh Phaolô.

#### Kẻ phản Kitô
Cuốn Ascension of Isaiah là cuốn đầu tiên nói rằng Nero là kẻ phản Kitô. Trong đó khẳng định tên vua không phép tắc, giết cả mẹ của mình,...sẽ đến và hắn sẽ có tất cả những quyền lực trong thế giới, và họ sẽ phải phục tuân những gì hắn mong ước.
Bộ Sibylline Oracles, cuốn 5 và 8, được viết vào thế kỷ thứ hai, kể về sự trở lại của Nero và sẽ mang lại sự hủy diệt. Trong cộng đồng Kitô giáo, những tư liệu như vậy, cùng với một số tài liệu khác, bồi đắp nên sự tin rằng một ngày nào đó Nero sẽ trở lại như một kẻ phản Kitô. Vào năm 310, Lactantius viết rằng Nero đột ngột biến mất, và kể cả chỗ chôn của một con gấu hoang dã độc hai, Nero, cũng không ai biết. Điều này dẫn tới một số người có đầu óc tưởng tượng quá mức để giả thiết, đã điều lan truyền rộng rãi, Nero vẫn còn sống; và nói về hắn họ dùng các câu trong Sibylline.
Năm 422, Augustine của Hippo viết về hai người xứ Thessalonike trong chương 2:1–11, ở đó ông tin rằng thánh Phao-lô đã nhắc tới kẻ phản Kitô đang đến. Tuy nhiên ông phủ nhận lý thuyết của Augustine nói rằng nhiều tín đồ Kitô giáo tin rằng Nero là kẻ phản Kitô hoặc sẽ trở lại thành kẻ phản Kitô. Ông viết, như vậy thì, "Các bí ẩn của tội lỗi đã hoạt động," Ông ám chỉ về Nero, người mà ông tin là kẻ phản Kitô.
Một số nhà thông thái  như ông Delbert Hillers (trường đại học Johns Hopkins) thuộc trường Mỹ của sự nghiên cứu phương Đông và là biên tập viên của Oxford & Harper Collins, học về kinh thánh, cho rằng con số 666 là con số của quỷ dữ trong cuốn sách khải huyền, Nero được cho là tượng trương cho con số 666. Một cách nhìn được giáo hội Công giáo Rôma ủng hộ và bình luận. Nếu tính theo tiếng Hebrew (tiếng người Do Thái), các chữ cái trong tên Nero Caesar cộng với nhau thành 666, tượng trương cho một trong hai con số ác thú xuất hiện trong cuốn sách khải quyền cổ.

## Dòng dõi chi tộc
|  |                                 |  |  |  |  |  |  |  |  |  |  |  |  |  |  |  |
|  | 16. Lucius Domitius Ahenobarbus |  |  |  |  |  |  |  |  |  |  |  |  |  |  |  |
|  |                                 |  |  |  |  |  |  |  |  |  |  |  |  |  |  |  |
|  |                                 |  |  |  |  |  |  |  |  |  |  |  |  |  |  |  |
|  | 8. Gnaeus Domitius Ahenobarbus  |  |  |  |  |  |  |  |  |  |  |  |  |  |  |  |
|  |                                 |  |  |  |  |  |  |  |  |  |  |  |  |  |  |  |
|  |                                 |  |  |  |  |  |  |  |  |  |  |  |  |  |  |  |
|  | 17. Porcia Catonis              |  |  |  |  |  |  |  |  |  |  |  |  |  |  |  |
|  |                                 |  |  |  |  |  |  |  |  |  |  |  |  |  |  |  |
|  |                                 |  |  |  |  |  |  |  |  |  |  |  |  |  |  |  |
|  | 4. Lucius Domitius Ahenobarbus  |  |  |  |  |  |  |  |  |  |  |  |  |  |  |  |
|  |                                 |  |  |  |  |  |  |  |  |  |  |  |  |  |  |  |
|  |                                 |  |  |  |  |  |  |  |  |  |  |  |  |  |  |  |
|  | 9. Aemilia Lepida               |  |  |  |  |  |  |  |  |  |  |  |  |  |  |  |
|  |                                 |  |  |  |  |  |  |  |  |  |  |  |  |  |  |  |
|  |                                 |  |  |  |  |  |  |  |  |  |  |  |  |  |  |  |
|  | 2. Gnaeus Domitius Ahenobarbus  |  |  |  |  |  |  |  |  |  |  |  |  |  |  |  |
|  |                                 |  |  |  |  |  |  |  |  |  |  |  |  |  |  |  |
|  |                                 |  |  |  |  |  |  |  |  |  |  |  |  |  |  |  |
|  | 20. Marcus Antonius Creticus    |  |  |  |  |  |  |  |  |  |  |  |  |  |  |  |
|  |                                 |  |  |  |  |  |  |  |  |  |  |  |  |  |  |  |
|  |                                 |  |  |  |  |  |  |  |  |  |  |  |  |  |  |  |
|  | 10. Mark Antony                 |  |  |  |  |  |  |  |  |  |  |  |  |  |  |  |
|  |                                 |  |  |  |  |  |  |  |  |  |  |  |  |  |  |  |
|  |                                 |  |  |  |  |  |  |  |  |  |  |  |  |  |  |  |
|  | 21. Julia Antonia               |  |  |  |  |  |  |  |  |  |  |  |  |  |  |  |
|  |                                 |  |  |  |  |  |  |  |  |  |  |  |  |  |  |  |
|  |                                 |  |  |  |  |  |  |  |  |  |  |  |  |  |  |  |
|  | 5. Antonia Trẻ                  |  |  |  |  |  |  |  |  |  |  |  |  |  |  |  |
|  |                                 |  |  |  |  |  |  |  |  |  |  |  |  |  |  |  |
|  |                                 |  |  |  |  |  |  |  |  |  |  |  |  |  |  |  |
|  | 22. Gaius Octavius              |  |  |  |  |  |  |  |  |  |  |  |  |  |  |  |
|  |                                 |  |  |  |  |  |  |  |  |  |  |  |  |  |  |  |
|  |                                 |  |  |  |  |  |  |  |  |  |  |  |  |  |  |  |
|  | 11. Octavia Trẻ                 |  |  |  |  |  |  |  |  |  |  |  |  |  |  |  |
|  |                                 |  |  |  |  |  |  |  |  |  |  |  |  |  |  |  |
|  |                                 |  |  |  |  |  |  |  |  |  |  |  |  |  |  |  |
|  | 23. Atia Balba Caesonia         |  |  |  |  |  |  |  |  |  |  |  |  |  |  |  |
|  |                                 |  |  |  |  |  |  |  |  |  |  |  |  |  |  |  |
|  |                                 |  |  |  |  |  |  |  |  |  |  |  |  |  |  |  |
|  | 1.Nero                          |  |  |  |  |  |  |  |  |  |  |  |  |  |  |  |
|  |                                 |  |  |  |  |  |  |  |  |  |  |  |  |  |  |  |
|  |                                 |  |  |  |  |  |  |  |  |  |  |  |  |  |  |  |
|  | 24. Tiberius Claudius Nero      |  |  |  |  |  |  |  |  |  |  |  |  |  |  |  |
|  |                                 |  |  |  |  |  |  |  |  |  |  |  |  |  |  |  |
|  |                                 |  |  |  |  |  |  |  |  |  |  |  |  |  |  |  |
|  | 12. Nero Claudius Drusus        |  |  |  |  |  |  |  |  |  |  |  |  |  |  |  |
|  |                                 |  |  |  |  |  |  |  |  |  |  |  |  |  |  |  |
|  |                                 |  |  |  |  |  |  |  |  |  |  |  |  |  |  |  |
|  | 25. Livia Drusilla              |  |  |  |  |  |  |  |  |  |  |  |  |  |  |  |
|  |                                 |  |  |  |  |  |  |  |  |  |  |  |  |  |  |  |
|  |                                 |  |  |  |  |  |  |  |  |  |  |  |  |  |  |  |
|  | 6. Germanicus                   |  |  |  |  |  |  |  |  |  |  |  |  |  |  |  |
|  |                                 |  |  |  |  |  |  |  |  |  |  |  |  |  |  |  |
|  |                                 |  |  |  |  |  |  |  |  |  |  |  |  |  |  |  |
|  | 26. = 10. Mark Antony           |  |  |  |  |  |  |  |  |  |  |  |  |  |  |  |
|  |                                 |  |  |  |  |  |  |  |  |  |  |  |  |  |  |  |
|  |                                 |  |  |  |  |  |  |  |  |  |  |  |  |  |  |  |
|  | 13. Antonia Trẻ                 |  |  |  |  |  |  |  |  |  |  |  |  |  |  |  |
|  |                                 |  |  |  |  |  |  |  |  |  |  |  |  |  |  |  |
|  |                                 |  |  |  |  |  |  |  |  |  |  |  |  |  |  |  |
|  | 27. = 11. Octavia Trẻ           |  |  |  |  |  |  |  |  |  |  |  |  |  |  |  |
|  |                                 |  |  |  |  |  |  |  |  |  |  |  |  |  |  |  |
|  |                                 |  |  |  |  |  |  |  |  |  |  |  |  |  |  |  |
|  | 3. Agrippina Trẻ                |  |  |  |  |  |  |  |  |  |  |  |  |  |  |  |
|  |                                 |  |  |  |  |  |  |  |  |  |  |  |  |  |  |  |
|  |                                 |  |  |  |  |  |  |  |  |  |  |  |  |  |  |  |
|  | 28. Lucius Vipsanius Agrippa    |  |  |  |  |  |  |  |  |  |  |  |  |  |  |  |
|  |                                 |  |  |  |  |  |  |  |  |  |  |  |  |  |  |  |
|  |                                 |  |  |  |  |  |  |  |  |  |  |  |  |  |  |  |
|  | 14. Marcus Vipsanius Agrippa    |  |  |  |  |  |  |  |  |  |  |  |  |  |  |  |
|  |                                 |  |  |  |  |  |  |  |  |  |  |  |  |  |  |  |
|  |                                 |  |  |  |  |  |  |  |  |  |  |  |  |  |  |  |
|  | 7. Agrippina Già                |  |  |  |  |  |  |  |  |  |  |  |  |  |  |  |
|  |                                 |  |  |  |  |  |  |  |  |  |  |  |  |  |  |  |
|  |                                 |  |  |  |  |  |  |  |  |  |  |  |  |  |  |  |
|  | 30. Augustus (anh của 11, 27)   |  |  |  |  |  |  |  |  |  |  |  |  |  |  |  |
|  |                                 |  |  |  |  |  |  |  |  |  |  |  |  |  |  |  |
|  |                                 |  |  |  |  |  |  |  |  |  |  |  |  |  |  |  |
|  | 15. Julia Già                   |  |  |  |  |  |  |  |  |  |  |  |  |  |  |  |
|  |                                 |  |  |  |  |  |  |  |  |  |  |  |  |  |  |  |
|  |                                 |  |  |  |  |  |  |  |  |  |  |  |  |  |  |  |
|  | 31. Scribonia                   |  |  |  |  |  |  |  |  |  |  |  |  |  |  |  |
|  |                                 |  |  |  |  |  |  |  |  |  |  |  |  |  |  |  |
|  |                                 |  |  |  |  |  |  |  |  |  |  |  |  |  |  |  |